# Coniella australiensis
Coniella australiensis är en svampart som beskrevs av Petr. 1955. Coniella australiensis ingår i släktet Coniella och familjen Schizoparmaceae.   Inga underarter finns listade i Catalogue of Life.